# Śmierć Miasta
Śmierć Miasta(ou Morte de uma cidade) é um livro de Władysław Szpilman, que fala sobre a sua sobrevivência durante a segunda guerra mundial. O livro foi publicado em 1945 na Polônia, mas as autoridades comunistas censuraram o livro, obrigando reduzir o número de cópias. Em 1998 foi re-editado com o título de "O Pianista", servindo de base para o filme homônimo de Roman Polanski. 